# 莫諾懷湖
45°52′S 167°27′E / 45.867°S 167.450°E

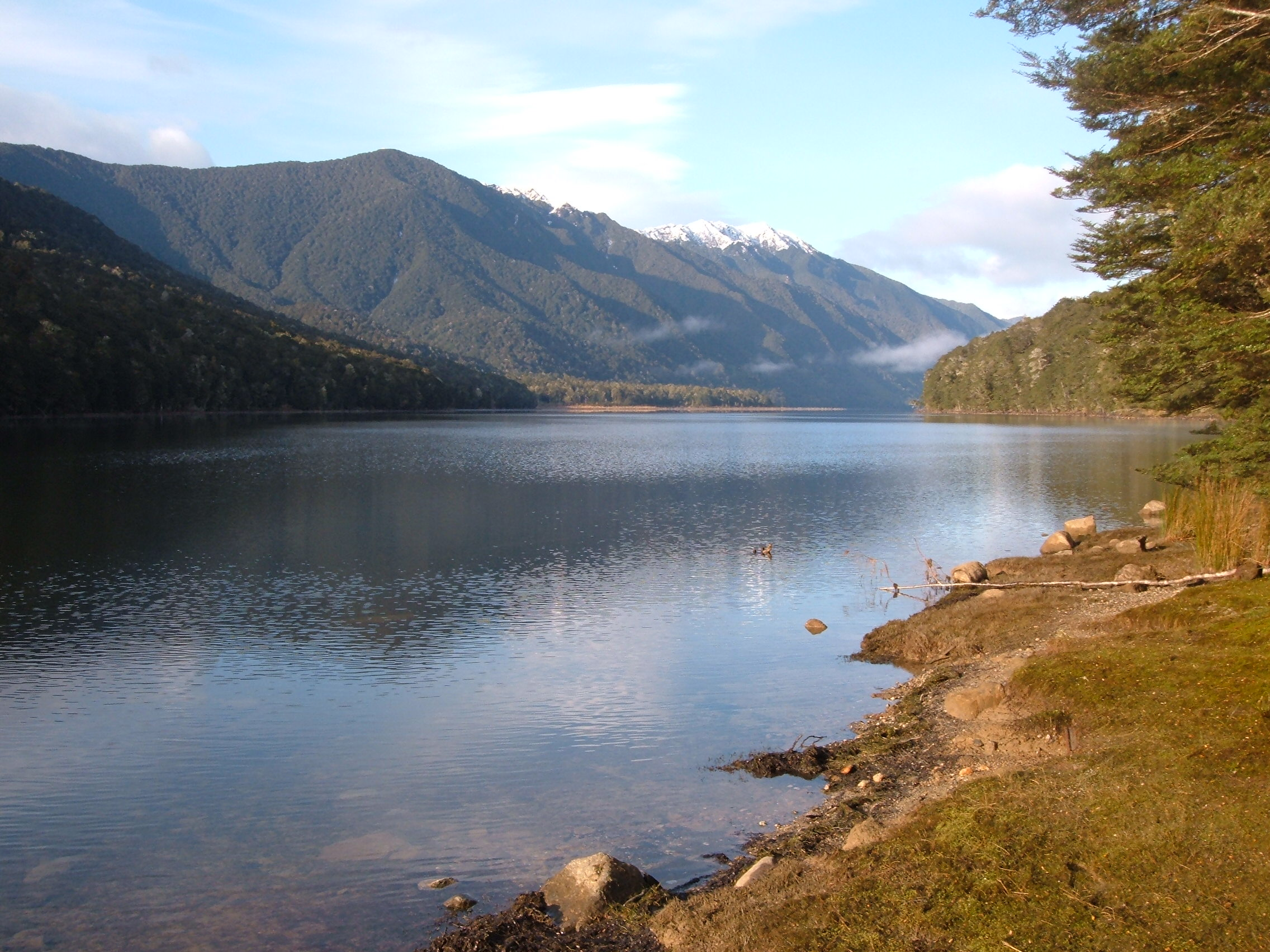

莫諾懷湖是新西蘭的湖泊，位於南島的峽灣國家公園，距離因弗卡吉爾120公里，由南地大區負責管轄，面積31平方公里，海拔高度180米。